# Fast Ethernet
Fast Ethernet, znany również jako 100Base-T – standard szybkiej sieci lokalnej o prędkości przesyłu danych – 100 Mb/s będący modyfikacją i zgodnego z nim, wcześniejszego standardu Ethernet o szybkości 10 Mb/s.
Jest to technologia bardzo podobna do 10Base-T. Zachowana bowiem została metoda zarządzania dostępem do wspólnego medium transmisyjnego – CSMA/CD, co spowodowało dość znaczne ograniczenie dopuszczalnej rozpiętości sieci przy dziesięciokrotnym zwiększeniu szybkości transmisji. Zmianie natomiast nie uległ format ramek, ich długość oraz metoda kontroli błędów. Zmieniły się jednak techniki kodowania sygnałów oraz rodzaje mediów, z którymi standard współpracuje. Jeśli chodzi o kodowanie, wyróżniono dwa jego etapy. W pierwszym kroku sygnał jest kodowany za pomocą techniki 4B5B, czyli czterobitowe ciągi z podwarstwy MAC kodowane są na pięciu bitach. W drugim etapie wykorzystuje się kodowanie linii, zależne od używanego medium, np. NRZI (ang. Nonreturn to Zero Inverted) dla 100Base-FX lub MLT-3 (ang. Multi Level-Three Levels) dla 100Base-TX. Założono jednak, że zmiany te nie mogą wykluczać możliwości współpracy obu rodzajów Ethernetu. Od urządzeń fastethernetowych wymaga się możliwości współpracy z innymi urządzeniami ethernetowymi, a do dodatkowych funkcji, w porównaniu z 10Base-T, realizowanych przez koncentrator fastethernetowy należy proces autonegocjacji (ang. Auto-Negotiation), umożliwiający automatyczne rozpoznawanie trybu pracy urządzeń podłączonych do koncentratora. Standard 100Base-T przewiduje możliwość współpracy z trzema rodzajami medium transmisyjnego.
Poszczególne wersje Fast Ethernetu to:
- system 100Base-TX używający dwóch par skrętek kategorii 5 (najbardziej popularny),
- system 100Base-T4 wykorzystujący cztery pary skrętek kategorii 3, 4 lub 5,
- system 100BASE-T2 w założeniach miał wykorzystywać dwie pary skrętek kategorii 3,
- system 100Base-FX opierający się na włóknach światłowodowych.

## Geneza
Wraz z rozwojem systemów komunikacji czasu rzeczywistego i pojawieniem się różnorodnych, coraz to lepszych aplikacji multimedialnych rosło zapotrzebowanie na zwiększenie przepustowości w sieciach lokalnych. Stosowane do tej pory standardy 10 megabitowego Ethernetu (IEEE 802.3), czy token ringu (IEEE 802.5) stawały się niewystarczające. Ważnym kryterium, którym kierowano się przy projektowaniu ówczesnych systemów sieci lokalnych, było zapewnienie możliwości funkcjonowania ogromnej liczby stacji końcowych połączonych skrętką (10Base-T i częściowo sieci typu token ring). W następnych latach dobrze opanowana technologia ethernetowa sprawiła, że podjęto się modyfikacji tego standardu w taki sposób, aby stało się możliwe wykorzystanie go do przesyłania informacji z większymi szybkościami. W ten sposób opracowano dwa standardy wykorzystujące częściowo lub w pełni idee Ethernetu:
- standard IEEE 802.12 (wersja komercyjna – 100VG-AnyLAN), który może być zaimplementowany w dotychczasowej infrastrukturze (okablowaniu) sieci lokalnej,
- standard Fast Ethernet oparty na rozwiązaniu IEEE 802.3.

Fast Ethernet został opracowany przez firmy: Grand Junction Networks, 3Com, SynOptics, Intel i kilku innych producentów sprzętu i oprogramowania komputerowego. Standard rozwijany jest przez Komitet 3 IEEE 802, który w połowie czerwca 1995 roku zatwierdził rozszerzenie standardu 802.3 pod nazwą IEEE 802.3u. Został on również zaakceptowany przez ISO jako ISO 8802.3u.

## Ramka sieci Fast Ethernet
| Preambuła | Pole startu ramki | Adres stacji docelowej | Adres stacji źródłowej | Długość/Typ pola danych | Pole danych podwarstwy LLC i pole rozszerzenia | Ciąg kontrolny CRC |
| 7         | 1                 | 6                      | 6                      | 2                       | 46 ≤ n ≤ 1500                                  | 4                  |

- preambuła – składa się z siedmiu bajtów. Każdy ma następujący układ bitów: 10101010. Preambuła informuje stację odbiorczą, że przez medium jest transmitowana ramka, umożliwia synchronizację odbiornika,
- pole startu ramki SFD (ang. Start of Frame Delimiter) – jednobajtowe pole informujące, iż rozpoczyna ramka. Układ bitów to 10101011,
- adres docelowy (ang. Destination Address) – pole adresu docelowego składa się z 48 bitów. Informuje o tym, która stacja powinna odebrać ramkę,
- adres źródłowy (ang. Source Address) – identyfikuje stację nadawczą,
- pole Długość/Typ (ang. Type/Length Value) – określa długość pola danych albo typ ramki,
- pole danych podwarstwy LLC i pole rozszerzenia – sekwencja n bajtów dowolnej wartości.

Minimalna długość ramki (bez preambuły i pola startu) musi wynosić 64 bajty, zatem jeśli pole danych jest mniejsze niż 46 bajtów, zostaje ono wydłużone przez dodanie w polu rozszerzenia odpowiedniej liczby oktetów,
- sekwencja sprawdzająca ramki FCS (ang. Frame Check Sequence) – sekwencja ta zawiera 4-bajtową wartość ciągu kontrolnego CRC (ang. Cyclic Redundancy Check). Zabezpieczenie nie obejmuje preambuły i ciągu startowego.

W przypadku przesyłania ramek pomiędzy przełącznikami w sieci, w której zostały stworzone sieci wirtualne, dodawany jest czterobajtowy znacznik VLAN między pole Adres Źródłowy i pole Długość/Typ.

## Topologia sieci

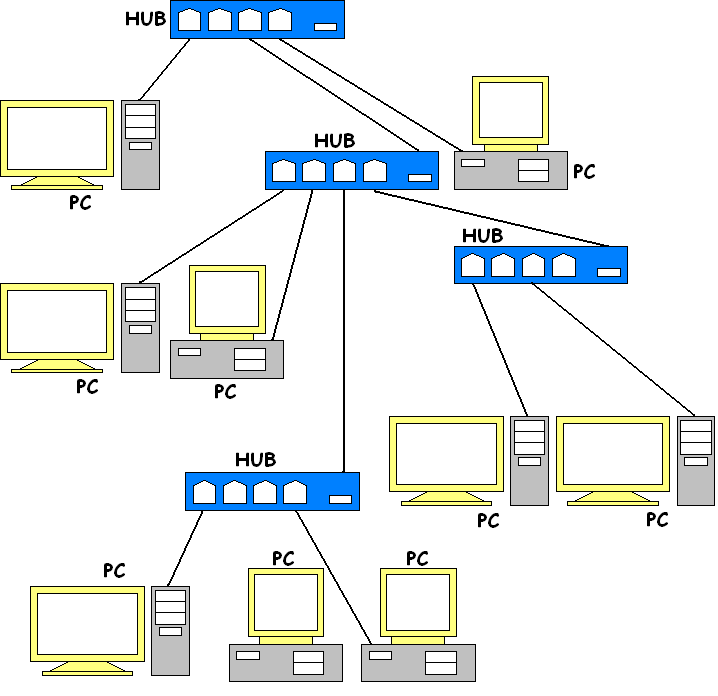
Rysunek 1. Topologia fizyczna sieci Fast Ethernet

Rysunek 2. Topologia logiczna sieci Fast Ethernet

W przypadku topologii sieci Ethernet należy rozróżnić pojęcia topologii fizycznej (tzn. rozmieszczenia przestrzennego kabli) od topologii logicznej. W sieci Fast Ethernet stosowana jest topologia fizyczna typu gwiazdy, w której, tak jak w sieciach 10Base-T, wszystkie przewody biegną, zgodnie z ilustracją zamieszczoną na Rysunku 1, do centralnego koncentratora. Osią logiczną każdej sieci ethernetowej jest magistrala, do której dołączone są wszystkie stacje. W przypadku klasycznej sieci ethernetowej logiczna magistrala odpowiada magistrali fizycznej. Kilka segmentów sieci (formalnie segment zdefiniowany jest jako połączenie punkt-punkt łączące dwa i tylko dwa interfejsy MDI (ang. Media Dependent Interface), co oznacza, że tworząc sieć liczącą kilka stacji musimy użyć koncentratora) może być połączonych razem za pomocą tzw. regeneratorów w celu utworzenia większej i bardziej elastycznej sieci. Istotne jest, aby każdy segment posiadał dwa końce, ponieważ segmenty nie mogą tworzyć pętli. Przykładową konfigurację sieci ethernetowej przedstawia Rysunek 2. Konfiguracja taka może być zrealizowana w klasycznym ethernecie (tzn. z fizycznie istniejącą magistralą). W rozwiązaniach 10Base-T oraz 100Base-T logiczna magistrala i regenerator przyjmują fizycznie postać tzw. regenerującego koncentratora (ang. repeating hub) co zmienia topologię z magistralowej na gwieździstą.
Podstawową wadą technologii Fast Ethernet (podobnie jak standardowego Ethernetu) jest to, że topologia sieci nie może być zbyt rozbudowana. Ograniczenie dotyczy maksymalnej odległości między dwiema skrajnymi stacjami w sieci, nie mogącej, w wypadku stosowania skrętki nieekranowanej, przekroczyć 200 metrów. Odległość ta jest ograniczana przez minimalną długość ramki, szybkość propagacji sygnałów w medium oraz opóźnienia wnoszone przez urządzenia sieciowe, w szczególności koncentratory.
Możemy wyróżnić dwa główne rodzaje koncentratorów:
- koncentratory regenerujące (ang. repeating hubs),
- koncentratory przełączające (ang. switching hubs).

Pierwszy rodzaj koncentratorów służy do łączenia poszczególnych segmentów sieci, a drugi do łączenia odrębnych sieci lokalnych.
Fast Ethernet wykorzystuje dwie klasy koncentratorów regenerujących nazywanych regeneratorami – I i II klasy. Regenerator klasy I może być wykorzystywany do łączenia segmentów zbudowanych w oparciu o różne media (np. do łączenia TX z T4). Musi on przy tym sam przetwarzać sygnały odebrane z jednego segmentu do postaci cyfrowej akceptowanej w drugim segmencie. Proces translacji wykonywany jest zawsze, bez względu na to czy jest on potrzebny, czy nie. Wprowadza on przez to duże opóźnienia. Dlatego stosowany może być tylko jeden w pojedynczej domenie kolizyjnej, jeżeli wykorzystywana jest maksymalna długość kabla. Regenerator klasy II może współpracować tylko z tym samym rodzajem medium. Nie dokonuje on przetwarzania odbieranych sygnałów do określonej postaci cyfrowej, a tylko powiela odebrane sygnały, wzmacniając je i przesyłając na inne porty. Dzięki temu wprowadza mniejsze opóźnienia. Oznacza to, że można użyć dwóch regeneratorów klasy II w jednej domenie kolizyjnej przy wykorzystaniu maksymalnej długości kabla.
Poza różnymi szybkościami działania pracy, do istotnych różnic pomiędzy 10Base-T i 100Base-T należy też zaliczyć zmianę metody kodowania, zastosowaną w celu lepszego wykorzystania przepustowości łącza. W przypadku 10Base-T używa się kodu Manchester. Dla szybkości przesyłania informacji, wynoszącej 10 Mb/s, mamy wówczas szybkość modulacji 20 Mbodów. Pozwala to na zaledwie 50% wykorzystanie całkowitej przepustowości łącza. W standardzie 100Base-T stosuje się kodowanie 4B/5B pozwalające na 80% wykorzystanie przepustowości łącza.

## Autonegocjacja
W standardzie Fast Ethernet interfejsy sieciowe mogą pracować w wielu trybach, w zależności od rodzaju wykorzystywanego w sieci medium. Celem realizacji procedur autonegocjacji jest umożliwienie współpracy różnych urządzeń w trybie o najwyższym, akceptowalnym przez wszystkie urządzenia, priorytecie. Przypisanie priorytetów mediom a tym samym trybom pracy, od najwyższego do najniższego, przedstawia poniższa tabelka:
| A | 100Base-TX Full Duplex |
| B | 100Base-T4             |
| C | 100Base-TX             |
| D | 10Base-T Full Duplex   |
| E | 10Base-T               |

Proces autonegocjacji generuje i wykorzystuje sygnały zwane FLP (ang. Fast Link Pulse). Sygnały te tworzą paczki (ang. burst) składające się z 33 impulsów, z których 16 o numerach parzystych przenosi informację, zaś 17 o numerach nieparzystych wykorzystywanych jest do celów synchronizacji. Odstęp czasu pomiędzy poszczególnymi impulsami wynosi 62,5 ± 7 μs, a pomiędzy całymi słowami 16 ± 8 ms, zgodnie z poniższym rysunkiem:

Długość trwania słów FLP i NLP

Brak impulsu informacyjnego pomiędzy kolejnymi impulsami synchronizacji (w paczce) oznacza logiczne zero, a jego pojawienie się – logiczną jedynkę. Sygnały FLP są zmodyfikowaną wersją sygnałów NLP (ang. Normal Link Pulse) stosowanych w 10Base-T. Tak więc urządzenia standardu 10Base-T nie mają trudności z nawiązywaniem współpracy z urządzeniami Fast Ethernet. System autonegocjacji zezwala również na ręczne wymuszenie wymaganego trybu pracy na wybranym porcie koncentratora.
Na poniższym rysunku przedstawiono strukturę ramek protokolarnych (będących wspomnianymi powyżej ciągami 16 impulsów o numerach parzystych) wykorzystanych w procesie autonegocjacji.
| D0            | D1            | D2            | D3            | D4            | D5                      | D6                      | D7                      | D8                      | D9                      | D10                     | D11                     | D12                     | D13 | D14 | D15 |
| S0            | S1            | S2            | S3            | S4            | A0                      | A1                      | A2                      | A3                      | A4                      | A5                      | A6                      | A7                      | RF  | Ack | NP  |
| Pole selekcji | Pole selekcji | Pole selekcji | Pole selekcji | Pole selekcji | Pole wyboru technologii | Pole wyboru technologii | Pole wyboru technologii | Pole wyboru technologii | Pole wyboru technologii | Pole wyboru technologii | Pole wyboru technologii | Pole wyboru technologii |     |     |     |

Pole selekcji (ang. Selector Field) określa rodzaj standardu i obecnie może przyjmować tylko wartości 10000 dla IEEE 802.3 oraz 01000 dla IEEE 802.9 (standard Iso Ethernet). Inne kombinacje są na razie zastrzeżone do przyszłego wykorzystania. Pole wyboru technologii (ang. Technology Ability Field) zawiera informacje o możliwości współpracy z poszczególnymi trybami.
Ustawienie bitu Ai dla i=0,1,...,7 oznacza:
- A0 – 10Base-T
- A1 – 10Base-T Full Duplex
- A2 – 100Base-TX
- A3 – 100Base-TX Full Duplex
- A4 – 100Base-T4

Bity A5, A6, A7 są zarezerwowane dla przyszłych technologii.
Bit RF (ang. Remote Fault) informuje o błędzie w oddalonej stacji, a bit Ack (ang. Acknowledge) ustawiany jest przez stację po wykryciu trzech pełnych słów protokołu (od swojego „rozmówcy”). Zaś bit NP (ang. Next Page) oznacza, że stacja chce przejść do następnego etapu negocjacji.
Proces negocjacji obejmuje:
- wymianę, przez obu partnerów, słów FLP bez ustawionego bitu Ack,
- ustawienie bitu Ack przez stację, która pierwsza wykryła trzy pełne słowa FLP od partnera,
- nadanie od 6 do 8 słów i uznanie przez stację procesu autonegocjacji jako przeprowadzonego z sukcesem, po wykryciu przez stację kolejnych trzech pełnych słów FLP z ustawionym bitem Ack; w przeciwnym wypadku przejście stacji do następnego etapu negocjacji.

Jeśli urządzenia nie uzgodnią wspólnego trybu, to połączenie nie zostanie ustalone.
Pomimo że protokół autonegocjacji umożliwia pracę w różnych trybach, to jednak wszystkie porty regenerującego koncentratora muszą pracować z tą samą szybkością. Nie jest więc możliwe stworzenie sieci ethernetowej pracującej jednocześnie z szybkością 10 i 100 Mb/s. Oznacza to, że jeden koncentrator obsługiwać może wyłącznie urządzenia pracujące albo z szybkością 100 albo 10 Mb/s. Ograniczenie to nie występuje w przypadku koncentratora przełączającego.